# Лу Шанлэй
Лу Шанлэй (кит. 卢尚磊; род. 10 июля 1995, Шэньян) — китайский шахматист, гроссмейстер (2011). Победитель чемпионата Китая по шахматам (2019). Победитель чемпионата мира по шахматам среди юниоров (2014).

## Биография
В 2014 году победил в чемпионате мира по шахматам среди юниоров. В 2015 году в Москве занял 4-е место на крупном шахматном фестивале Аэрофлот Опен.
Представлял сборную Китая на командном чемпионате Азии по шахматам, где участвовал в 2016 году. В командном зачёте завоевал серебряную медаль, а в личном зачёте завоевал бронзовую медаль.
В 2015 году Лу Шанлэй участвовал в Кубке мира по шахматам, где в 1-м туре победил Александра Моисеенко со счетом 2,5:1,5, во 2-м туре победил Ван Хао со счетом 1,5:0,5, а в 3-м туре проиграл Веселину Топалову со счетом 1,5:2,5.
В 2019 году победил в чемпионате Китая по шахматам.
В 2019 году в Кубке мира по шахматам в 1-м туре проиграл Борису Гельфанду со счетом 0,5:1,5.
В октябре 2019 года в острове Мэн Лу Шанлэй занял 80-е место на турнире «Большая швейцарка ФИДЕ».
За успехи в турнирах ФИДЕ присвоила Лу Шанлэй звание международного мастера (IM) и международного гроссмейстера (GM) в 2011 году.

## Изменения рейтинга
| График не отображается по техническим причинам. Чтобы исправить это, воспроизведите график в новом формате, если это возможно. |